# Miška (Antarktika)
Miška (bug. остров Мишка, otok Miš) je uglavnom ledom prekriven otok dug 751 m u smjeru zapad-istok i širok 220 m u skupini otočja Dannebrog u Wilhelmovom otočju u regiji Antarktičkog poluotoka. Površina mu je 9,9 ha.
Značajka je tako nazvana zbog svog oblika koji navodno podsjeća na miša i u vezi s drugim opisnim imenima otoka u tom području.

## Mjesto
Otok Miška nalazi se 5.32 km sjeverozapadno od otoka Booth, 50 m sjeverno od otoka Mečka, 3,4 km sjeveroistočno od otoka Raketa, 896 m istočno-jugoistočno od otoka Kosatka i 5,55 km jugozapadno od otoka Kril u skupini Wauwermansovog otočja.

## Karte
- Nautička karta Britanskog admiraliteta 446 od otoka Anvers do otoka Renaud. Mjerilo 1:150000. Admiralitet, Hidrografski ured Ujedinjenog Kraljevstva, 2001
- Otok Brabant do argentinskih otoka. Topografska karta mjerila 1:250000. British Antarctic Survey, 2008
- Antarktička digitalna baza podataka (ADD). Topografska karta Antarktike u mjerilu 1:250000. Znanstveni odbor za istraživanje Antarktika (SCAR). Od 1993. godine redovito se nadograđuje i ažurira

## Reference
- Otok Mishka. SCAR Composite Gazetteer of Antarctica
- Bugarski antarktički geograf. Komisija za imena mjesta na Antarktiku . (pojedinosti na bugarskom, osnovni podaci na engleskom)

## Vanjske poveznice
- Otok Mishka. Prilagođena satelitska slika Copernixa